# Елба (селище, Нью-Йорк)
Елба (англ. Elba) — селище (англ. village) в США, в окрузі Дженесі штату Нью-Йорк. Населення — 558 осіб (2020).

## Географія
Елба розташована за координатами 43°4′36″ пн. ш. 78°11′20″ зх. д. / 43.07667° пн. ш. 78.18889° зх. д. (43.076804, -78.188908).  За даними Бюро перепису населення США в 2010 році селище мало площу 2,63 км², уся площа — суходіл.

## Демографія
Згідно з переписом 2010 року, у селищі мешкало 676 осіб у 253 домогосподарствах у складі 189 родин. Густота населення становила 257 осіб/км².  Було 268 помешкань (102/км²).
Расовий склад населення:
| - 93,2 % — білих - 1,0 % — чорних або афроамериканців - 0,3 % — корінних американців - 4,0 % — осіб інших рас |

До двох чи більше рас належало 1,5 %. Частка іспаномовних становила 10,1 % від усіх жителів.
За віковим діапазоном населення розподілялося таким чином: 25,6 % — особи молодші 18 років, 59,9 % — особи у віці 18—64 років, 14,5 % — особи у віці 65 років та старші. Медіана віку мешканця становила 41,8 року. На 100 осіб жіночої статі у селищі припадало 104,2 чоловіків;  на 100 жінок у віці від 18 років та старших — 98,0 чоловіків також старших 18 років.
Середній дохід на одне домашнє господарство  становив 75 869 доларів США (медіана — 72 083), а середній дохід на одну сім'ю — 76 906 доларів (медіана — 70 938). За межею бідності перебувало 2,1 % осіб, у тому числі 1,1 % дітей у віці до 18 років та 2,2 % осіб у віці 65 років та старших.
Цивільне працевлаштоване населення становило 389 осіб. Основні галузі зайнятості: освіта, охорона здоров'я та соціальна допомога — 31,1 %, науковці, спеціалісти, менеджери — 16,7 %, публічна адміністрація — 9,5 %, виробництво — 8,7 %.